# Zootrophion
Zootrophion é um género botânico pertencente à família das orquídeas (Orchidaceae).
O gênero Zootrophion foi proposto por Luer em Selbyana 7(1): 80, em 1982, considerando a espécie anteriormente descrita por Lindley como Specklinia atropurpurea.
Espécie tipo: Zootrophion atropurpureum (Lindl.) Luer (1982).

## Etimologia
O nome vem do grego e significa zoológico, uma referência a formato das flores desse gênero que lembram cabeças de diversos animais diferentes.

## Sinônimos
Masdevallia sect. Fenestratae Rchb.f. Gard. Chron. 2: 98, 1895

## Habitat
Habitam florestas quentes úmidas e sombrias, a grande maioria do noroeste da América do Sul, apenas uma presente no sudeste do Brasil, o Zootrophion atropurpureum.

## Descrição
O gênero Zootrophion é formado por cerca de vinte espécies epífitas de crescimento cespitoso, algumas muito parecidas entre si e de difícil identificação.
Seu caule têm de secção redonda ou levemente achatada, com bainhas glabras. As folhas são mais ou menos carnosas. A inflorescência nasce do topo do ramicaule, é curta,  com uma ou poucas muitas vezes flores em sua maioria belamente coloridas e vistosas, que podem ser consideradas grandes dentre as desta subtribo.
As flores apresentam sépalas, que podem possuir leves carenas, são obovadas ou espatuladas e encontram-se unidas na base e também mais ou menos coladas ou aderidas no ápice formando duas janelas laterais. O labelo, em regra trilobado, com lobos laterais eretos, é articulado com a coluna.

## Taxonomia
As primeiras espécies, hoje atribuídas a Zootrophion, foram inicialmente subordinadas a Pleurothallis ou Masdevallia. Mais tarde Barbosa Rodrigues propôs o gênero Cryptophoranthus e aos poucos todas as espécies foram sendo transferidas para este.
Em 1982, Luer separou de Cryptophoranthus as espécies que apresentam longo ramicaule recoberto de bainhas, geralmente com flores grandes, subordinando-as a Zootrophion. 
Em 2004, Luer separou de Zootrophion três espécies ausentes do Brasil, principalmente caracterizadas por seu crescimento reptante, subordinando-as a um novo gênero, Epibator.

## Filogenia
Em 2001, M.W.Chase et al., publicaram no American Journal of Botany um estudo preliminar sobre a filogenia de Pleurothallidinae. Segundo os resultados encontrados, Zootrophion, pertence ao quarto grande clado de gêneros da subtribo. Entre o terceiro grande clado, representado dentre outros por Acianthera , e o quinto clado, do qual os mais conhecidos representantes são Stelis e Pleurothallis.
A partir desse estudo aprendemos que as relações internas deste grupo, apesar de ainda não completamente esclarecidas pois há algumas espécies divergentes que aqui desconsideramos, vem na seguinte ordem: Em primeiro lugar Zootrophion, seguido por Lepanthopsis e Lepanthes, os dois formando um subgrupo, depois o gênero Frondaria, isolada, então Anathallis e o então Panmorphia, formando outro subgrupo, e finalmente Trichosalpinx.
Segundo os autores, a despeito de grande diversidade morfológica, algumas características fisiológicas na formação das folhas são compartilhadas pela maiorida desses gêneros.

## Espécies
1. Zootrophion alvaroi (Garay) Luer, Monogr. Syst. Bot. Missouri Bot. Gard. 95: 215 (2004).
2. Zootrophion argus (Kraenzl.) Luer, Monogr. Syst. Bot. Missouri Bot. Gard. 95: 215 (2004).
3. Zootrophion atropurpureum (Lindl.) Luer, Selbyana 7: 80 (1982).
4. Zootrophion beloglottis (Schltr.) Luer, Monogr. Syst. Bot. Missouri Bot. Gard. 95: 217 (2004).
5. Zootrophion dayanum (Rchb.f.) Luer, Selbyana 7: 82 (1982).
6. Zootrophion dodsonii (Luer) Luer, Selbyana 7: 82 (1982).
7. Zootrophion endresianum (Kraenzl.) Luer, Selbyana 7: 82 (1982).
8. Zootrophion erlangense Roeth & Rysy, Orchidee (Hamburg) 58: 249 (2007).
9. Zootrophion gracilentum (Rchb.f.) Luer, Selbyana 7: 82 (1982).
10. Zootrophion griffin Luer, Selbyana 7: 82 (1982).
11. Zootrophion hypodiscus (Rchb.f.) Luer, Selbyana 7: 84 (1982).
12. Zootrophion lappaceum Luer & R.Escobar, Monogr. Syst. Bot. Missouri Bot. Gard. 95: 223 (2004).
13. Zootrophion leonii D.E.Benn. & Christenson, Icon. Orchid. Peruv.: t. 800 (2001).
14. Zootrophion niveum Luer & Hirtz, Monogr. Syst. Bot. Missouri Bot. Gard. 95: 224 (2004).
15. Zootrophion oblongifolium (Rolfe) Luer, Selbyana 7: 84 (1982).
16. Zootrophion trivalve (Luer & R.Escobar) Luer, Selbyana 7: 84 (1982).
17. Zootrophion vasquezii Luer, Monogr. Syst. Bot. Missouri Bot. Gard. 95: 226 (2004).
18. Zootrophion vulturiceps (Luer) Luer, Selbyana 7: 84 (1982).
19. Zootrophion williamsii Luer, Selbyana 23: 41 (2002).